# Liste der Einträge im National Register of Historic Places im Sevier County (Tennessee)
Diese Liste der Einträge im National Register of Historic Places im Sevier County (Tennessee) enthält alle im Sevier County, Tennessee in das National Register of Historic Places eingetragenen Gebäude, Bauwerke, Objekte, Stätten oder historischen Distrikte.
Diese Liste entspricht dem Bearbeitungsstand des National Park Service/National Register of Historic Places vom 4. Oktober 2024.

## Legende
| NRHP | Historic Place             |
| HD   | National Historic District |

## Aktuelle Einträge
| [ 2 ] | Name                                                          | Bild                                                   | Eintragsdatum                  | Lage | Ort                   | Beschreibung |
| ----- | ------------------------------------------------------------- | ------------------------------------------------------ | ------------------------------ | --- | --------------------- | ------------ |
| 1     | Riley H. Andes House                                          | Riley H. Andes House                                   | 8. Juli 1980 ID-Nr. 80003854   | 812 Old Douglas Dam Rd 35° 53′ 1″ N, 83° 34′ 18″ W                                                                                                   | Sevierville           |              |
| 2     | Mayna Treanor Avent Studio                                    | weitere Bilder                                         | 7. Feb. 1994 ID-Nr. 93001575   | Jake’s Creek Trail, südlich von Elkton 35° 38′ 21″ N, 83° 35′ 15″ W                                                                                  | Elkmont               |              |
| 3     | Brabson’s Ferry Plantation                                    | weitere Bilder                                         | 25. Juni 1975 ID-Nr. 75001780  | 1248 Indian Warpath Rd 35° 55′ 45″ N, 83° 39′ 3″ W                                                                                                   | Sevierville           |              |
| 4     | Buckingham House                                              | weitere Bilder                                         | 18. März 1971 ID-Nr. 71000831  | westlich von Sevierville, am Sevierville Pike 35° 54′ 58″ N, 83° 37′ 55,9″ W                                                                         | Sevierville           |              |
| 5     | Clingmans Dome Observation Tower                              | weitere Bilder                                         | 15. Aug. 2012 ID-Nr. 12000515  | Terminus of Clingmans Dome Rd. 35° 33′ 46″ N, 83° 29′ 54,6″ W                                                                                        | Gatlinburg            |              |
| 6     | Alex Cole Cabin                                               | weitere Bilder                                         | 2. Jan. 1976 ID-Nr. 76000165   | am Roaring Fork Motor Nature Trail, südlich von Gatlinburg im Great Smoky Mountains National Park 35° 39′ 59″ N, 83° 31′ 22″ W                       | Gatlinburg            |              |
| 7     | Douglas Hydroelectric Project                                 | weitere Bilder                                         | 14. Aug. 2017 ID-Nr. 100001475 | 850 Powerhouse Way 35° 57′ 40″ N, 83° 32′ 20″ W | Dandridge             |              |
| 8     | Elkmont Historic District, Great Smoky Mountains NP           | weitere Bilder                                         | 22. März 1994 ID-Nr. 94000166  | in der Nähe der Tennessee State Route 72, südwestlich von Gatlinburg 35° 39′ 20″ N, 83° 35′ 3,8″ W                                                   | Gatlinburg            |              |
| 9     | First Methodist Church, Gatlinburg                            | weitere Bilder                                         | 3. Juli 2007 ID-Nr. 07000661   | 742 Parkway 35° 42′ 41″ N, 83° 31′ 2″ W | Gatlinburg            |              |
| 10    | Harrisburg Covered Bridge                                     | Harrisburg Covered Bridge                              | 10. Juni 1975 ID-Nr. 75001777  | südlich von Harrisburg, in der Nähe der U.S. Route 411 35° 51′ 39″ N, 83° 28′ 58″ W                                                                  | Harrisburg            |              |
| 11    | Headrick’s Chapel                                             | Headrick’s Chapel                                      | 19. Juli 2001 ID-Nr. 01000756  | 4327 Wears Valley Rd 35° 41′ 59,9″ N, 83° 40′ 46,8″ W                                                                                                | Harchertown           |              |
| 12    | Keener-Johnson Farm                                           |                                                        | 18. März 1999 ID-Nr. 99000367  | 1112 Boyd’s Creek Highway 35° 53′ 15,6″ N, 83° 43′ 47,1″ W                                                                                           | Seymour               |              |
| 13    | King-Walker Place                                             | weitere Bilder                                         | 16. März 1976 ID-Nr. 76000169  | westlich von Gatlinburg, in der Nähe der Tennessee State Route 73 35° 41′ 39″ N, 83° 37′ 45″ W                                                       | Gatlinburg            |              |
| 14    | Little Greenbrier School-Church                               | weitere Bilder                                         | 11. Jan. 1976 ID-Nr. 76000168  | westlich von Gatlinburg, in der Nähe der Tennessee State Route 73 35° 41′ 1″ N, 83° 38′ 17″ W                                                        | Gatlinburg            |              |
| 15    | Tyson McCarter Place                                          | weitere Bilder                                         | 16. März 1976 ID-Nr. 76000204  | östlich von Gatlinburg, in der Nähe der Tennessee State Route 73 im Great Smoky Mountains National Park 35° 45′ 36″ N, 83° 18′ 0″ W                  | Gatlinburg            |              |
| 16    | Messer Barn                                                   | weitere Bilder                                         | 1. Jan. 1976 ID-Nr. 76000166   | südöstlich von Gatlinburg, bei Greenbrier Cove entlang dem Brushy Mountain Trail im Great Smoky Mountains National Park 35° 41′ 13″ N, 83° 23′ 54″ W | Gatlinburg            |              |
| 17    | New Salem Baptist Church                                      | New Salem Baptist Church                               | 24. Juli 2003 ID-Nr. 03000696  | 601 Eastgate Rd. 35° 51′ 32″ N, 83° 33′ 14″ W | Sevierville           |              |
| 18    | Bud Ogle Farm                                                 | weitere Bilder                                         | 23. Nov. 1977 ID-Nr. 77000158  | Cherokee Orchard Rd 35° 40′ 50″ N, 83° 29′ 28″ W | Gatlinburg            |              |
| 19    | John Ownby Cabin                                              | weitere Bilder                                         | 1. Jan. 1976 ID-Nr. 76000167   | Fighting Creek Nature Trail, südlich von Gatlinburg 35° 41′ 22″ N, 83° 32′ 50″ W                                                                     | Gatlinburg            |              |
| 20    | Perry’s Camp                                                  | Perry’s Camp                                           | 30. Okt. 1992 ID-Nr. 92000369  | 101 Flat Branch Rd. 35° 43′ 31″ N, 83° 31′ 40″ W | Gatlinburg            |              |
| 21    | Pigeon Forge Mill                                             | weitere Bilder                                         | 10. Juni 1975 ID-Nr. 75001778  | 175 Old Mill Ave 35° 47′ 18″ N, 83° 33′ 15″ W | Pigeon Forge          |              |
| 22    | Pittman Community Center Home Economics Building              | Pittman Community Center Home Economics Building       | 29. Nov. 1996 ID-Nr. 96001406  | 2839 Webb Creek Rd. 35° 45′ 30″ N, 83° 23′ 44″ W | Pittman Center        |              |
| 23    | Roaring Fork Historic District                                | weitere Bilder                                         | 16. März 1976 ID-Nr. 76000170  | südöstlich von Gatlinburg, in der Nähe der Tennessee State Route 73 35° 41′ 54″ N, 83° 28′ 4″ W                                                      | Gatlinburg            |              |
| 24    | Rocky Springs Presbyterian Church                             |                                                        | 18. Dez. 2013 ID-Nr. 13000953  | 2656 Boyds Creek Hwy. 35° 55′ 23,1″ N, 83° 39′ 43″ W                                                                                                 | Sevierville, Siedlung |              |
| 25    | Rose Glen                                                     | weitere Bilder                                         | 18. Juli 1975 ID-Nr. 75001781  | östlich von Sevierville am Newport Highway 35° 51′ 34″ N, 83° 29′ 58″ W                                                                              | Sevierville           |              |
| 26    | Settlement School Community Outreach Historic District        | Settlement School Community Outreach Historic District | 11. Juli 2007 ID-Nr. 07000686  | 556 Parkway 35° 42′ 46″ N, 83° 30′ 45″ W | Gatlinburg            |              |
| 27    | Settlement School Dormitories and Dwellings Historic District | weitere Bilder                                         | 20. März 2007 ID-Nr. 07000185  | 556 Parkway 35° 42′ 45″ N, 83° 30′ 37″ W | Gatlinburg            |              |
| 28    | Sevier County Courthouse                                      | weitere Bilder                                         | 24. März 1971 ID-Nr. 71000832  | Court Avenue 35° 52′ 4″ N, 83° 33′ 58″ W | Sevierville           |              |
| 29    | Sevierville Commercial Historic District                      | Sevierville Commercial Historic District               | 23. Okt. 1986 ID-Nr. 86002910  | Abschnitte der Bruce St., Court Ave. und Commerce St. 35° 52′ 5″ N, 83° 33′ 57″ W                                                                    | Sevierville           |              |
| 30    | Shults Grove Methodist Church                                 | Shults Grove Methodist Church                          | 22. Nov. 2016 ID-Nr. 16000790  | 505 Balls Hollow Rd E 35° 47′ 1,6″ N, 83° 17′ 47,1″ W                                                                                                | Cosby                 |              |
| 31    | Thomas Addition Historic District                             |                                                        | 17. März 1994 ID-Nr. 94000197  | zwischen der Park Rd., Belle Ave., Cedar St., Grace Ave. und Prince St. 35° 51′ 39,4″ N, 83° 33′ 37,8″ W                                             | Sevierville           |              |
| 32    | Trotter-McMahan House                                         |                                                        | 10. Okt. 1975 ID-Nr. 75001783  | 1848 Middle Creek Rd. 35° 49′ 49″ N, 83° 32′ 22″ W                                                                                                   | Sevierville           |              |
| 33    | US Post Office-Sevierville                                    | US Post Office-Sevierville                             | 14. März 1997 ID-Nr. 97000240  | 167 Bruce St. 35° 52′ 1″ N, 83° 33′ 51″ W | Sevierville           |              |
| 34    | Dwight and Kate Wade House                                    | Dwight and Kate Wade House                             | 15. Dez. 1997 ID-Nr. 97001502  | 114 Joy St. 35° 51′ 59″ N, 83° 33′ 55″ W | Sevierville           |              |
| 35    | Walker Mill Hydroelectric Station                             | Walker Mill Hydroelectric Station                      | 20. Nov. 1990 ID-Nr. 90001751  | am Little Pigeon River, an der U.S. Route 441 35° 50′ 44″ N, 83° 34′ 8″ W                                                                            | Sevierville           |              |
| 36    | Waters House                                                  | Waters House                                           | 18. Juni 1975 ID-Nr. 75001784  | 217 Cedar St. 35° 51′ 56″ N, 83° 33′ 46″ W | Sevierville           |              |
| 37    | Wheatlands                                                    | weitere Bilder                                         | 7. Juli 1975 ID-Nr. 75001785   | 2507 TN-338 35° 55′ 7″ N, 83° 40′ 5,9″ W | Sevierville           |              |

## Ehemalige Einträge
| [ 2 ] | Name                      | Bild | Eintragsdatum                 | Lage                                     | Ort         | Beschreibung                                 |
| ----- | ------------------------- | ---- | ----------------------------- | ---------------------------------------- | ----------- | -------------------------------------------- |
| 1     | Mountain View Hotel       |      | 13. Sep. 1984 ID-Nr. 84003681 | 400 Parkway                              | Gatlinburg  | Zerstört im März und April 1993.             |
| 2     | Sevierville Masonic Lodge |      | 7. Feb. 1980 ID-Nr. 80003855  | 119 Main St. 35° 52′ 6″ N, 83° 33′ 50″ W | Sevierville | Abgerissen und durch eine Parkplatz ersetzt. |